# Chrysodeixis adjuncta
Chrysodeixis adjuncta är en fjärilsart som beskrevs av Walker 1865. Chrysodeixis adjuncta ingår i släktet Chrysodeixis och familjen nattflyn. Inga underarter finns listade i Catalogue of Life.